# Rekinek plamisty
Rekinek plamisty (Scyliorhinus stellaris) – gatunek ryby chrzęstnoszkieletowej z rodziny rekinkowatych (Scyliorhinidae), znanej również pod nazwą rekinek panterka. Poławiany jako ryba konsumpcyjna. Prezentowany w akwariach publicznych.

## Zasięg występowania
Północny Ocean Atlantycki – od Szkocji i południowej Norwegii po północno-zachodnią Afrykę; południowo-zachodnia część Morza Północnego, kanał La Manche. Na północ od Zatoki Biskajskiej liczebność gatunkowa spada.

## Opis
Wydłużone, smukłe ciało, bardziej krępe niż u rekinka psiego. Głowa masywna z bardziej zaokrąglonym pyskiem.
Podłużno-owalne oczy z grubym fałdem skórnym na dolnym brzegu, bez przesłony migawkowej. Rynienki nosowe kończą się przed krawędzią warg; zatyczki nosowe są wzdłuż linii środkowej głowy wyraźnie rozdzielone, pięć małych szczelin skrzelowych, z których dwie ostatnie znajdują się nad płetwą piersiową. Uzębienie drobne i bardzo liczne. Dwie bardzo przesunięte ku tyłowi ciała płetwy grzbietowe. Przednia zaczyna się bezpośrednio za nasadą płetw brzusznych, tylna za środkiem nasady płetwy odbytowej. Tylne krawędzie płetw brzusznych zaokrąglone. Górny płat płetwy ogonowej tylko nieznacznie wygięty do góry, dolny płat większy. Ubarwienie jest zależne od wieku oraz od rejonu występowania. Grzbiet ciemnoszary, szarobrązowy do czerwonobrązowego, pokryty okrągłymi brązowymi plamami; wokół ich jasnego środka ułożone są gwieździście lub koliście czarne cętki. Plamy są rozmieszczone rzadziej niż u rekinka psiego. Młode osobniki posiadają 5-6 ciemnych, rozmytych, poprzecznych pasów.
Może dorastać do 170 cm długości (jednak bardzo rzadko osiąga taką długość).

## Środowisko
Przebywa w spokojnych miejscach nad dnem skalistym, przeważnie na głębokości 20–60 m. Mniej liczny od Scyliorhinus canicula.
Żywi się drobnymi zwierzętami bentonicznymi (mięczaki, skorupiaki, ryby oraz kalmary).

## Rozród
Gatunek jajorodny. Jaja otoczone rogową otoczką o wymiarach 10-13 x 3,5 cm. Duże, brązowe jaja przyczepione są parami do koralowców, trawy morskiej lub wodorostów za pomocą długich, spiralnych nici. W Morzu Śródziemnym składanie jaj trwa cały rok, w północnej części zasięgu tylko w miesiącach letnich. Młode rekinki o długości ciała 10–16 cm i z małym pęcherzykiem żółtkowym wylęgają się po blisko 9-miesięcznym okresie inkubacji.